# 西盘半岛纪念碑
西盘半岛纪念碑又名海岸警卫队纪念碑（波蘭語：Pomnik Obrońców Wybrzeża）是一座战争纪念碑，位于波兰格但斯克港口的西盘半岛，建于1964–1966年，用以纪念西盘半岛战役中波兰军队运输仓库的保卫者，那是德国入侵波兰的第一场战役，标志第二次世界大战在欧洲爆发。，之一是，

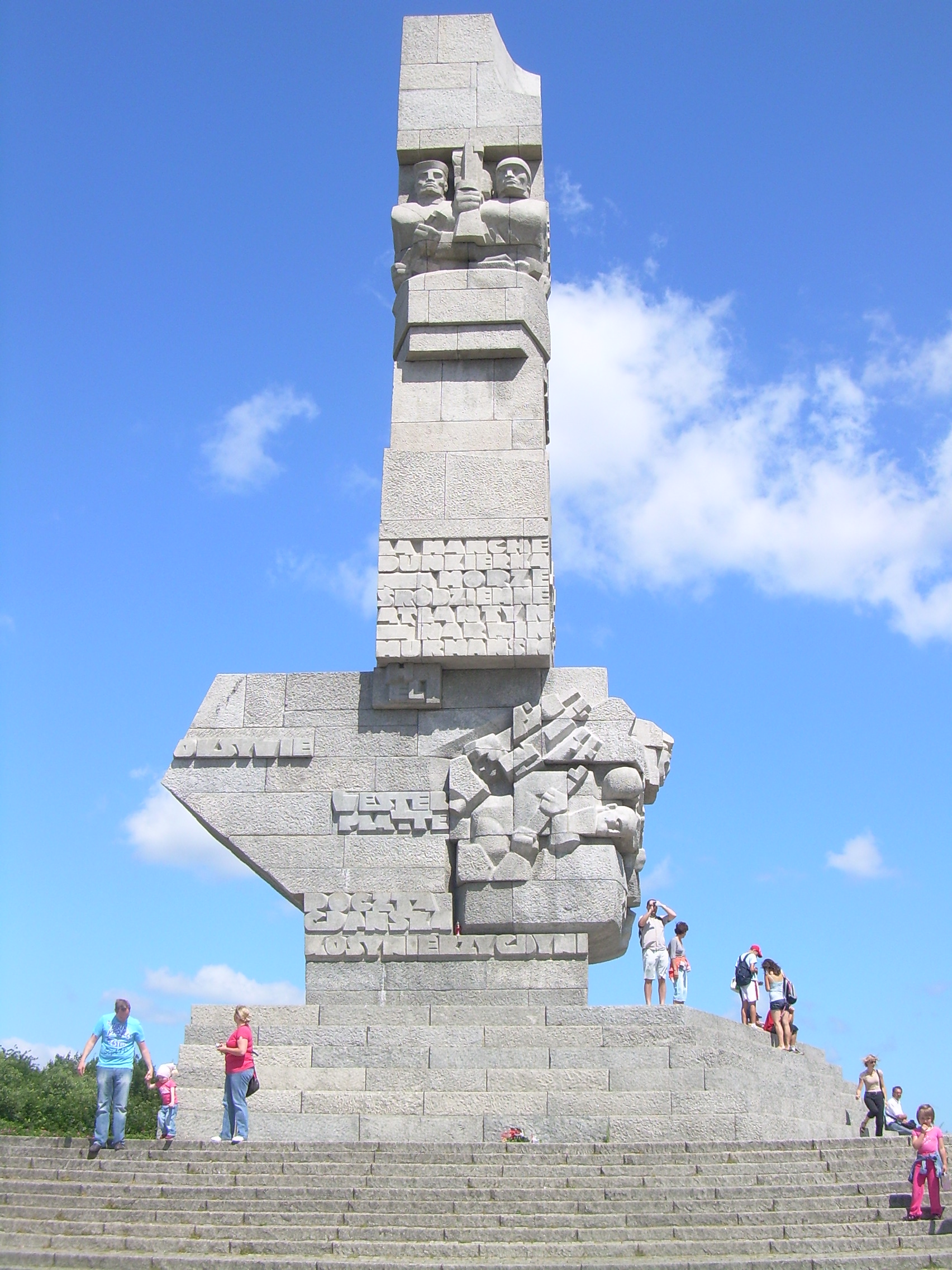
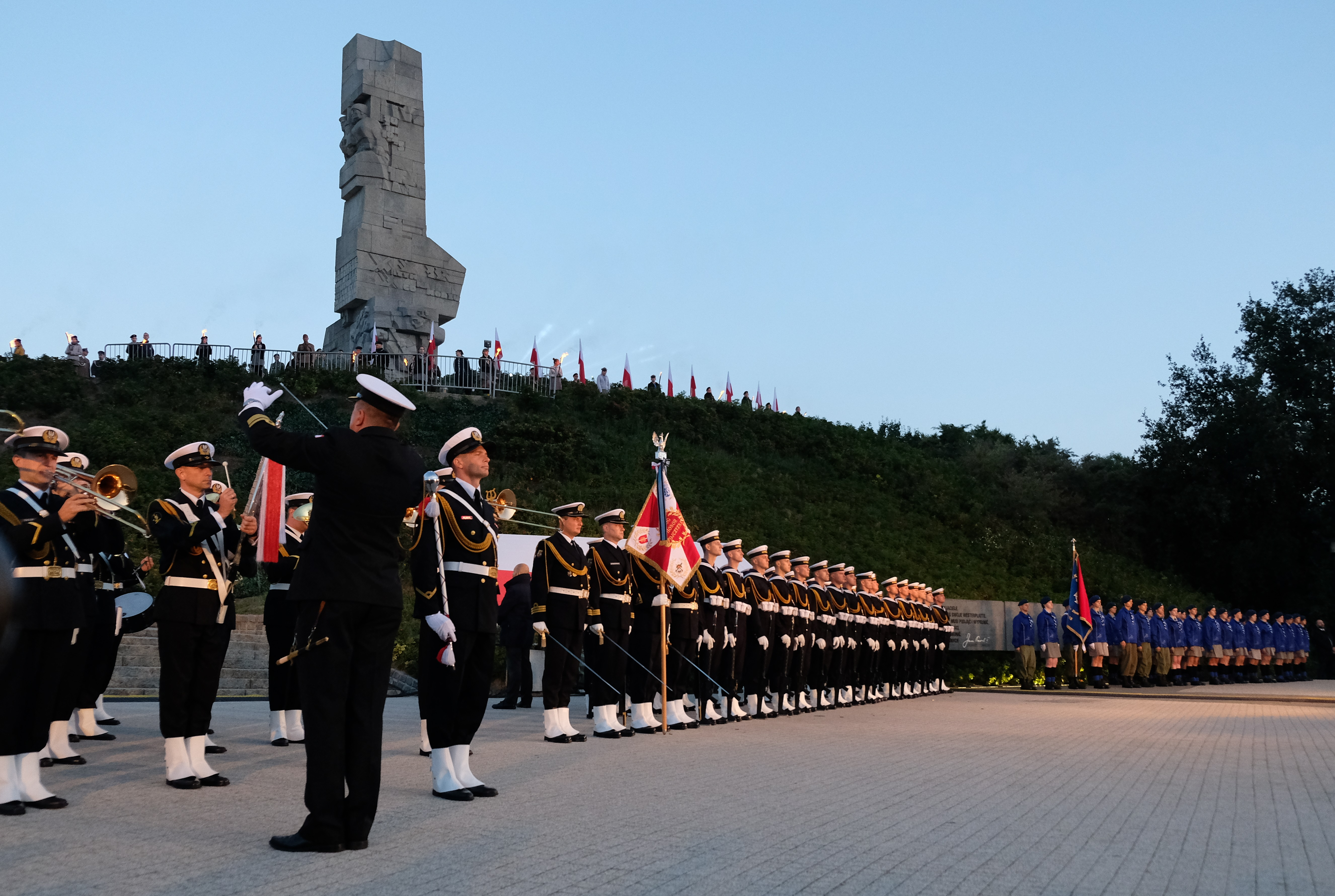
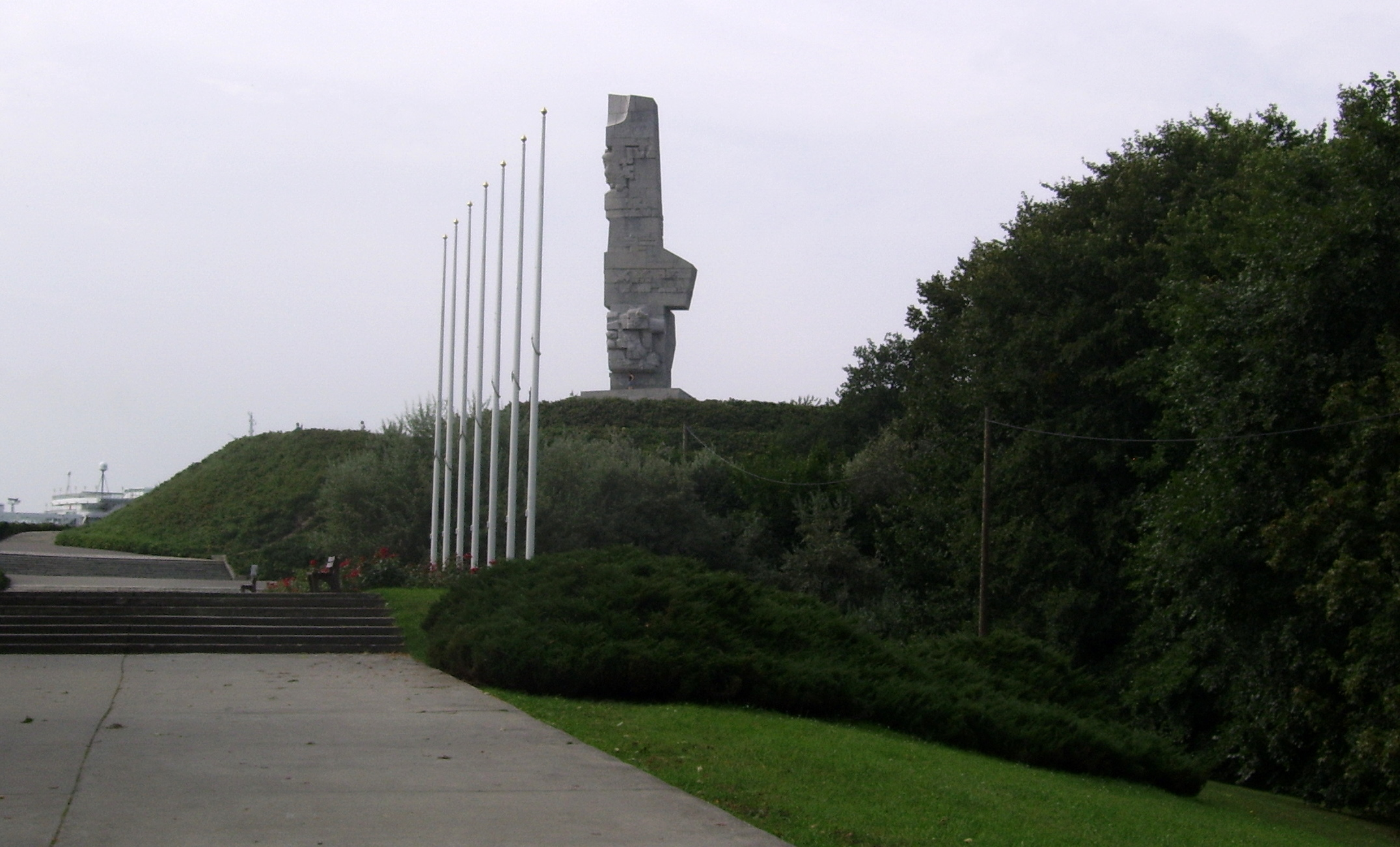
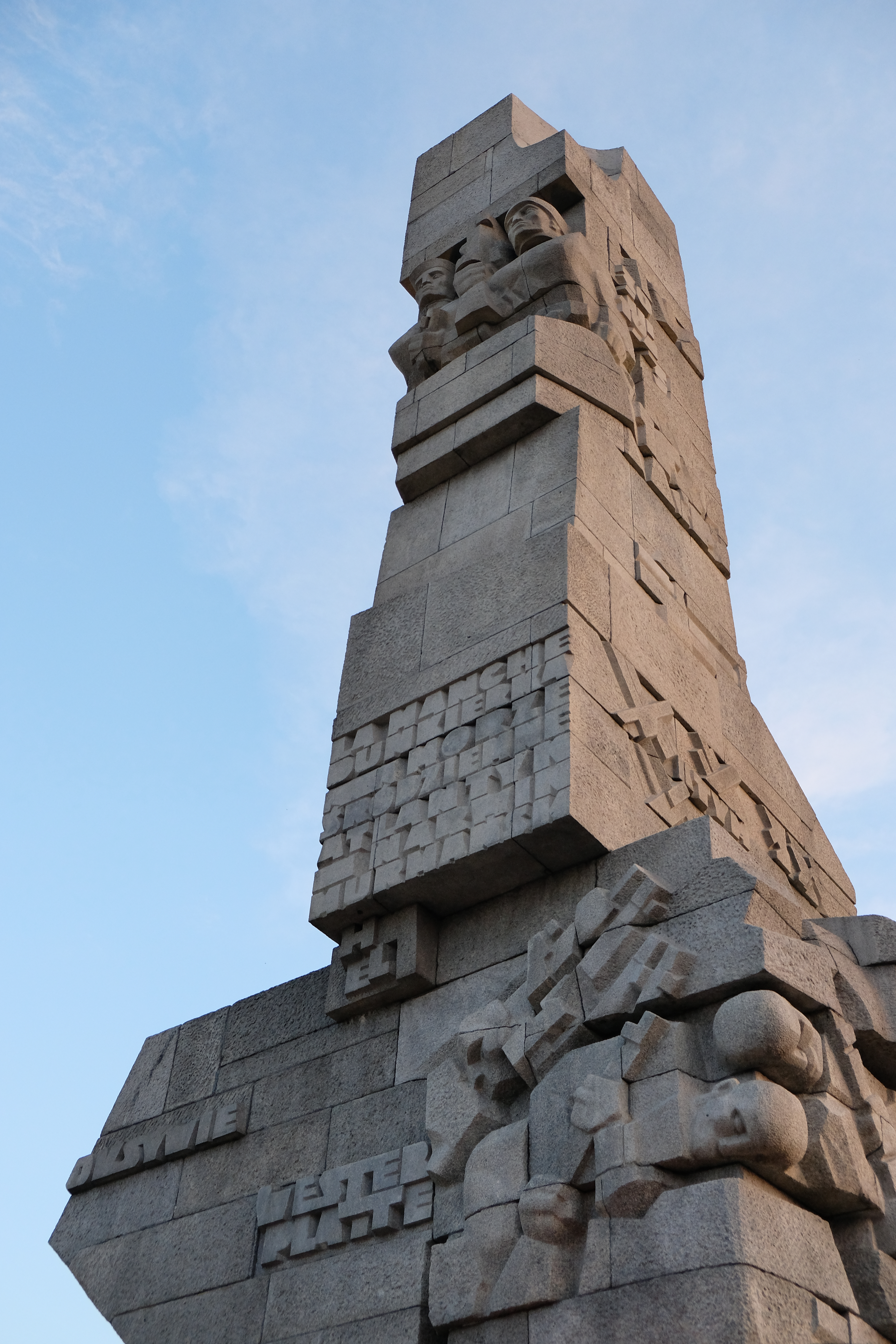